# Cottapistus cottoides
Cottapistus cottoides és una espècie de peix pertanyent a la família dels tetrarògids i l'única del gènere Cottapistus.

## Etimologia
Cottapistus prové dels mots grecs kottos (una mena de peix) i apistos (incert), mentre que l'epítet cottoides deriva d'-oides (que té la forma de) i fa referència, presumiblement, a la seua semblança amb els peixos del gènere Cottus per la seua combinació d'un gran cap amb la boca ampla i un cos relativament curt.

## Descripció
Fa 9,2 cm de llargària màxima.

## Alimentació
El seu nivell tròfic és de 3,45.

## Hàbitat i distribució geogràfica
És un peix marí, demersal i de clima tropical, el qual viu a la conca Indo-Pacífica: els fons marins relativament tous i fins als 24 m de fondària de la Xina, el mar de la Xina Meridional, el Vietnam, les illes Filipines, Tailàndia, el golf de Tailàndia, Singapur, Indonèsia, el nord-oest d'Austràlia (el Territori del Nord, Queensland i Austràlia Occidental), el mar de Banda, el mar d'Arafura i la Gran Barrera de Corall.

## Observacions
És verinós per als humans, el seu índex de vulnerabilitat és moderat (36 de 100) i és força freqüent trobar-lo a les xarxes d'arrossegament destinades a capturar gambes.